# Columnea argentea
Columnea argentea là một loài thực vật có hoa trong họ Tai voi. Loài này được Griseb. mô tả khoa học đầu tiên năm 1862.